# Empire
 Empire  — другий альбом британського гурту Kasabian, випущений 28 серпня 2006 року у Великій Британії. Платівка зайняла перше місце у британських чартах. З альбому вийшло три сингла, Альбом був записаний дуже швидко — десь приблизно за два тижні, після того, як гурт повернувся з сумісного туру з Oasis. За словами Мейгана, слово імперія, використовується членами гурту для опису чогось гарного. На сьогоднішній день продано 895.000 копій альбому по всьому світу, в тому числі 556.400 у Великій Британії.

## Список композиций
| #   | Назва                   | Тривалість |
| --- | ----------------------- | ---------- |
| 1.  | «Empire»                | 3:53       |
| 2.  | «Shoot the Runner»      | 3:27       |
| 3.  | «Last Trip (In Flight)» | 2:53       |
| 4.  | «Me Plus One.»          | 2:28       |
| 5.  | «Sun Rise Light Flies»  | 4:08       |
| 6.  | «Apnoea»                | 1:48       |
| 7.  | «By My Side»            | 4:14       |
| 8.  | «Stuntman»              | 5:19       |
| 9.  | «Seek & Destroy»        | 2:15       |
| 10. | «British Legion»        | 3:19       |
| 11. | «The Doberman»          | 5:34       |

### Бонус-треки
- «Ketang» — 2:12 (U.S. iTunes)
- «Heroes» — 2:40 (U.S. iTunes)
- «Empire (відео-кліп) — 9:44 (U.S. and UK iTunes)
- „Shoot the Runner“ (live from XFM — UK iTunes)
- „Reason is Treason“ (live from XFM — UK iTunes)
- „Empire“ (live from XFM — UK iTunes)
- „Doberman“ (live from XFM — UK iTunes)
- „L.S.F“ (live from XFM — UK iTunes)

### Бонус DVD
Було випущено лімітоване видання з бонусним DVD:
- „Empire“ відео-кліп — 4:55
- Documentary — 22:01
- Процес зйомок кліпу „Empire“ — 10:00

## Подробиці щодо видань
| Країна          | Дата       | Лейбл                 | Формат    | Номер у каталозі              |
| --------------- | ---------- | --------------------- | --------- | ----------------------------- |
| Велика Британія | 2006-08-28 | BMG, Columbia Records | CD        | PARADISE37 / 8 2876 88499 2 7 |
| Велика Британія | 2006-08-28 | BMG, Columbia Records | 10» vinyl | PARADISE38 / 8 2876 88502 2 0 |
| Велика Британія | 2006-08-28 | BMG, Columbia Records | CD / DVD  | PARADISE39 / 8 2876 88499 1 0 |
| Японія          | 2006-09-06 | BMG Japan             | CD        | BVCP-21481 / 4988017642092    |
| Японія          | 2006-12-20 | BMG Japan             | CD / DVD  | BVCP-28067 / 4988017645901    |
| США             | 2006-09-19 | Sony BMG, RCA Records | CD        | 8 2876-88323-2 5              |
| США             | 2006-09-19 | Sony BMG, RCA Records | CD / DVD  | 8 8697-01459-2 3              |
| Австралія       | 2006-10-14 | Sony BMG              |           |                               |
| Австралія       | 2006-10-14 | Sony BMG              | CD / DVD  | 82876898182                   |
| Канада          | 2006-09-14 | Sony BMG              |           |                               |
| Канада          | 2006-09-14 | Sony BMG              | CD / DVD  | 88697002262                   |